# Надозеро
Надозеро — деревня в Холмогорском районе Архангельской области.

## География
Находится в центральной части Архангельской области на расстоянии приблизительно 3 км на юго-запад по прямой от села Емецк.

## История
В 1859 году здесь (тогда деревня Холмогорского уезда Архангельской губернии) был учтен 1 двор. До 2015 года входила в Зачачьевское сельское поселение, с 2015 по 2022 в Емецкое сельское поселение до его упразднения.

## Население
Численность населения: 7 человек (1859 год), 4 (русские 100 %) в 2002 году, 2 в 2019.